# Estação Anjos
Anjos é uma estação do Metropolitano de Lisboa. Situa-se no concelho de Lisboa, em Portugal, entre as estações Arroios e Intendente da Linha Verde. Foi inaugurada a 28 de setembro de 1966 em conjunto com as estações Intendente e Martim Moniz, no âmbito da expansão desta linha à zona dos Anjos.

## Descrição
Esta estação está localizada na Av. Almirante Reis, entre os cruzamentos com a Rua Frei Francisco Foreiro e com a Rua de Angola e a Rua Febo Moniz, possibilitando o acesso ao edifício sede da Academia Militar. O projeto arquitetónico original (1966) é da autoria do arquiteto Dinis Gomes e as intervenções plásticas da pintora Maria Keil.

## Ampliação
A 15 de novembro de 1982 foi concluída a ampliação da estação com base num projeto arquitetónico da autoria do arquiteto Sanchez Jorge e as intervenções plásticas do pintor Rogério Ribeiro. A ampliação da estação implicou o prolongamento das plataformas e a construção do átrio norte.

## Acessos
Esta estação conta com quatro acessos pedonais:
- Acesso 1 - está localizado no passeio nascente da Av. Almirante Reis, próximo do entroncamento com a Rua Frei Francisco Foreiro. Está direcionado para sul e conta com escadas pedonais.
- Acesso 2 - está localizado no passeio poente da Av. Almirante Reis, próximo do entroncamento com a Rua Frei Francisco Foreiro. Está direcionado para sul e conta com escadas pedonais.
- Acesso 3 - está localizado no passeio nascente da Av. Almirante Reis, próximo do cruzamento com a Rua de Angola e a Rua Febo Moniz. Está direcionado para sul e conta com escadas pedonais.
- Acesso 4 - está localizado no passeio poente da Av. Almirante Reis, próximo do cruzamento com a Rua de Angola e a Rua Febo Moniz. Está direcionado para sul e conta com escadas pedonais.